# بوگاتی رویال
بوگاتی رویال، بوگاتی تایپ ۴۱ یا رویال، یک خودروی لوکس بزرگ است که از سال ۱۹۲۷ تا ۱۹۳۳ تولید می‌شده‌است. فاصله بین دو محور این اتومبیل ۴.۳ متر و طول کل خودرو ۶.۴ متر است. وزن آن تقریباً ۳۱۷۵ کیلوگرم است و از موتور هشت سیلندر ۱۲.۷۶۳ لیتری در آن استفاده شده‌است. در مقایسه با رولزرویس فانتوم ۷ (تولید‌شده از سال ۲۰۰۳ تا ۲۰۱۸)، بوگاتی رویال حدود ۲۰ درصد طویل‌تر و بیش از ۲۵ درصد سنگین‌تر است. این باعث می‌شود رویال یکی از بزرگ‌ترین خودروهای جهان باشد.
اتوره بوگاتی قصد داشت بیست و پنج دستگاه از این خودروها را بسازد و آن‌ها را به‌عنوان لوکس‌ترین خودروی تاریخ به خانواده سلطنتی بفروشد، اما حتی خانواده سلطنتی در دوران رکود بزرگ چنین چیزهایی را نمی‌خریدند و بوگاتی تنها موفق شد سه دستگاه از هفت خودروی تولیدشده را بفروشد. شش دستگاه هنوز موجود هستند و یکی اوراق شده‌است.
گفته می‌شود که بوگاتی رویال (تایپ۴۱) که توسط اتوره بوگاتی ساخته شده، به این دلیل تولید شد که او اظهارات یک زن انگلیسی را شنیده بود که خودروهای بوگاتی را  با خودروهای رولزرویس مقایسه می‌کرد و نظر مساعدی درباره بوگاتی نداشت.

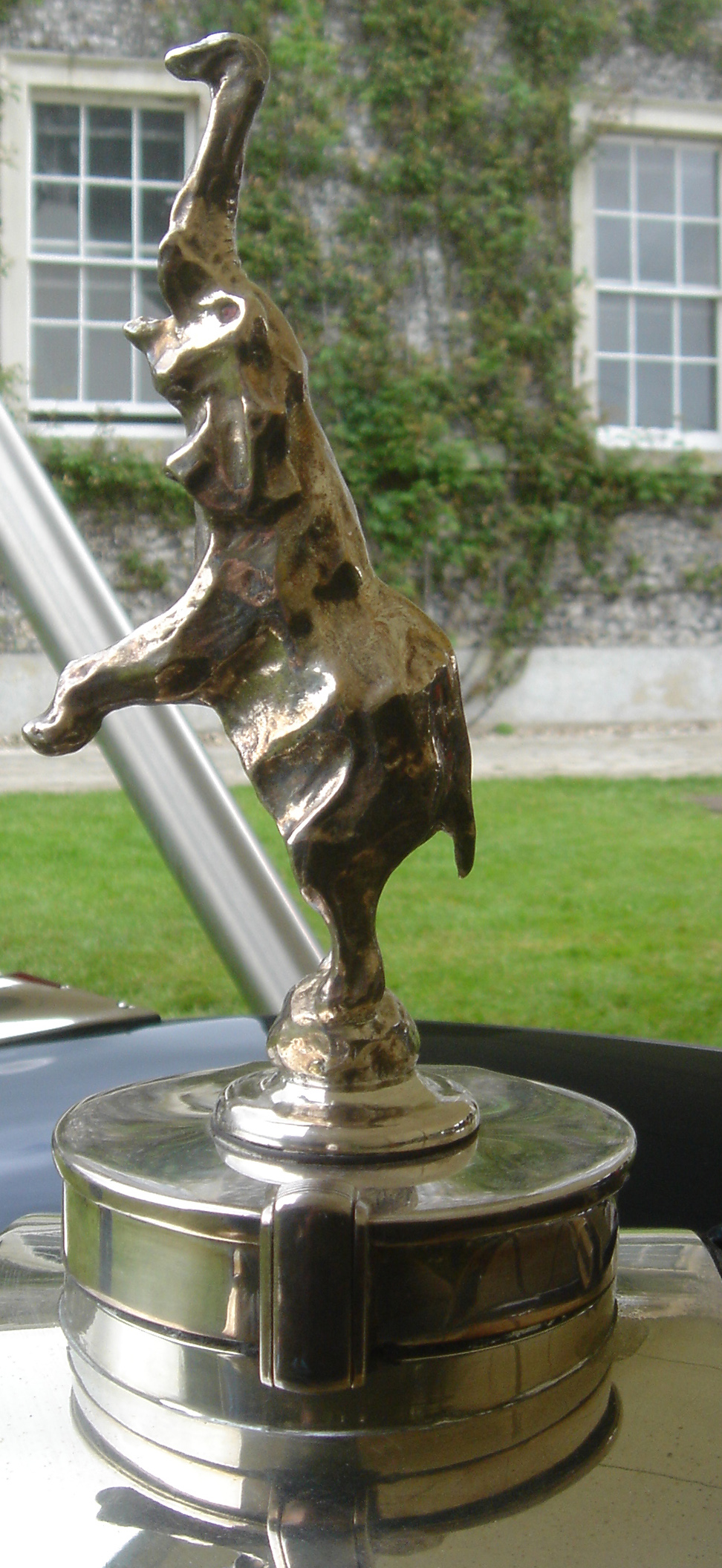
درپوش رادیاتور بوگاتی رویال (تایپ۴۱)